# Oost-Saksisch voetbalkampioenschap 1927/28
In 1927/28 werd het 26ste voetbalkampioenschap van Oost-Saksen gespeeld, dat georganiseerd werd door de Midden-Duitse voetbalbond. Dresdner SC werd kampioen en plaatste voor de Midden-Duitse eindronde. De club versloeg Zittauer BC, Cricket-Viktoria Magdeburg en SC Apolda. In de finale verloor de club van Wacker Halle.

## Gauliga
| Plaats | Club                       | Wed. | W  | G | V  | Saldo | Ptn.  |
| ------ | -------------------------- | ---- | -- | - | -- | ----- | ----- |
| 1.     | Dresdner SC                | 18   | 17 | 0 | 1  | 67:17 | 34:2  |
| 2.     | SV Guts Muts Dresden       | 18   | 12 | 2 | 4  | 72:28 | 26:10 |
| 3.     | SV Brandenburg 01 Dresden  | 18   | 8  | 4 | 6  | 51:44 | 20:16 |
| 4.     | Dresdner Fußballring       | 18   | 9  | 2 | 7  | 33:33 | 20:16 |
| 5.     | Dresdner SpVgg 05          | 18   | 9  | 1 | 8  | 58:66 | 19:17 |
| 6.     | SC Dresdensia 1898 Dresden | 18   | 6  | 4 | 8  | 31:34 | 16:20 |
| 7.     | SG 1893 Dresden            | 18   | 6  | 2 | 10 | 41:47 | 14:22 |
| 8.     | Meißner SV 1908            | 18   | 5  | 2 | 11 | 37:59 | 12:24 |
| 9.     | SV 06 Dresden              | 18   | 5  | 2 | 11 | 27:53 | 12:24 |
| 10.    | VfB 1903 Dresden           | 18   | 2  | 3 | 13 | 20:56 | 7:29  |

|  | Kampioen   |
|  | Degradatie |

## 1. Kreisklasse
| Plaats | Club                             | Wed. | W  | G | V  | Saldo  | Ptn.  |
| ------ | -------------------------------- | ---- | -- | - | -- | ------ | ----- |
| 1.     | SpVgg Eintracht-Viktoria Dresden | 18   | 13 | 2 | 3  | 68:26  | 28:08 |
| 2.     | Radebeuler BC 08                 | 18   | 13 | 1 | 4  | 69:23  | 27:09 |
| 3.     | VfR 1908 Dresden                 | 18   | 10 | 4 | 4  | 69:38  | 24:12 |
| 4.     | BC Sportlust Dresden             | 18   | 9  | 4 | 5  | 53:41  | 22:14 |
| 5.     | Guts Muts Meißen                 | 18   | 9  | 3 | 6  | 50:35  | 21:15 |
| 6.     | Sportfreunde Freiberg            | 18   | 9  | 1 | 8  | 59:52  | 19:17 |
| 7.     | Pirnaer SC 1903                  | 18   | 6  | 3 | 9  | 41:49  | 15:21 |
| 8.     | SC Freital                       | 18   | 5  | 2 | 11 | 39:50  | 12:24 |
| 9.     | Radeberger SC                    | 18   | 4  | 4 | 10 | 39:66  | 12:24 |
| 10.    | Favorit Dresden                  | 18   | 0  | 0 | 18 | 12:119 | 00:36 |

|  | Promotie   |
|  | Degradatie |